# Kinder der Strasse (film 1921)
Kinder der Strasse (o Kinder der Straße) è un film muto del 1921 diretto da Wolfgang Neff.

## Produzione
Il film fu prodotto dalla Filma Bayerische Filmwerk AG e dalla Rex-Film GmbH.

## Distribuzione
Nel 1918, appare come casa distributrice bavarese la Filma Bayerische Filmwerk AG. Per il 1921, il distributore è la Torpedo Verleih Ges. Il film venne presentato a Berlino il 1º settembre 1921.